# Стјуартвил (Минесота)
Стјуартвил (енгл. Stewartville) град је у америчкој савезној држави Минесота.

## Демографија
По попису из 2010. године број становника је 5.916, што је 505 (9,3%) становника више него 2000. године.
| Група             | 2000.         | 2010.         |
| Белци             | 5.227 (96,6%) | 5.713 (96,6%) |
| Афроамериканци    | 38 (0,7%)     | 32 (0,5%)     |
| Азијати           | 28 (0,5%)     | 27 (0,5%)     |
| Хиспаноамериканци | 54 (1,0%)     | 88 (1,5%)     |
| Укупно            | 5.411         | 5.916         |